# Cratere Idas
Idas è un cratere sulla superficie di Giano.